# Joseph Dente
Joseph Dente (Stockholm, 23 januari 1838 – aldaar, 24 mei 1905) was een Zweeds violist, componist en dirigent.

## Levensloop
Joseph Gottlieb Dente werd geboren binnen het gezin van Joseph Dente en Christina Westholm. Joseph Dente was muzikaal leider van een militaire kapel en gaf zijn zoon zijn eerste muzieklessen. Dente studeerde bij Eduard d'Aubert in Stockholm en later bij Hubert Léonard in Brussel. Hij studeerde compositieleer bij Per Winge en  Franz Berwald. Hij werd in 1853 (tweede) violist in de 'Hovkapellet en na 1862 ook concertmeester. Van 1864 tot 1885 dirigeerde hij het orkest.Samen met Conrad Nordqvist was hij van 1885 tot 1891 leider van de Musikföreningen i Stockholm. Hij gaf compositie- en instrumentatieles aan het conservatorium van Stockholm van 1882 tot 1903 en werd op 28 januari 1870 als lid (met nummer 433) verkozen aan de Kungliga Musikaliska Akademien (Zweedse Koninklijke Muziekacademie). Tot zijn leerlingen behoorden onder anderen Ernst Ellberg en Wilhelm Peterson-Berger. In 1882 werd hij geridderd in de Orde van Vasa.
Een tienjarige Joseph Dente speelde op 16 maart 1848 in de Pelloths Sal te Bergen Souvenirs de la muette de portici van Théodore Labarre en Charles-Auguste de Bériot. In 1852 gaf hij daar opnieuw een concert. Op 24 juni 1877 stond hij in Oslo met leden van het operahuis in Stockholm, waarbij van Dente de liederen Svanen en Behagen werden uitgevoerd door Charlotte Strandberg. Op 21 maart 1885 leidde Dente een uitvoering van Tweede pianoconcert van Camille Saint-Saëns met de Hovhapellet met als solist Agathe Backer-Grøndahl.
In 1878 ontving Dente de Zweedse koninklijke onderscheiding Litteris et Artibus.

## Werken
Dentes composities omvatten onder andere:
- Een symfonie in d mineur (voltooid 11 maart 1887), die in Berlijn in 1888 een prijs won en later in een vierhandige pianoversie werd uitgegeven
- Een vioolconcert in G majeur (1883)
- Twee strijkkwartetten in F majeur (1885) en C majeur (1885)
- Diverse kamermuziekwerken
- Diverse pianowerken
- Diverse liederen
- Een operette, getiteld In Marokko (1866); uitgevoerd tijdens het seizoen 1866/1867, maar ook op 28 mei 1895 en 1898.

- Gemeinsame Normdatei: 1203114303
- International Standard Name Identifier: 0000 0005 0074 6387
- Library of Congress Control Number: no2019142652
- MusicBrainz: 2870b1eb-e94f-4ff6-abd0-661b7486351e
- Virtual International Authority File: 3271157040167967040007
- WorldCat: E39PBJdmpHvfHC8X3HVmqTw3cP